# C18H18N2
化学式C18H18N2（摩尔质量：262.356 g/mol）可能指：
- 西苯唑啉，CAS号：53267-01-9
- 苄吡吲哚，CAS号：3851-30-7

|  | 这个同类索引页列出了具有相同分子式的化学物（即同分異構體）条目。 除非您是有意链接至本页，否则应将相应条目的内部链接指向正确的条目。 |